# Sjukvårdspartiet
Sjukvårdspartiet (Sjvåp) är ett politiskt parti i Sverige som grundades 2005. Partiet beskriver sig som ett tvärpolitiskt sakfrågeparti med hälso- och sjukvården som kärnfrågor.
Sjukvårdspartiet vill satsa 35 miljarder kronor mer på vården och målet är att sjukvården ska uppgå till en andel av tio procent av bruttonationalprodukten. För att finansiera förslagen föreslår partiet till exempel att höjningen av taket inom sjukförsäkringen stoppas och att samordningen inom socialförsäkringssystemen effektiviseras.
Partiet säger nej till den s.k. stopplagen och vill ha fler privata entreprenörer inom sjukvården. Man vill även sänka arbetsgivaravgifterna och, vad man kallar, det totala skattetrycket.
Partiets slogan är: ”Ett Ovanligt parti för Vanliga människor!”.
Den 19 september 2006, två dagar efter valet, tillkännagav partiordförande Kenneth Backgård sin avgång då partiet inte hade nått de resultat man hade hoppats på. Man förklarade det med att valet hade en karaktär av "presidentval" och att det därför var extra svårt för uppstickare att träda fram. Partiet fick 11 519 röster i valet till Riksdagen (0,21 procent av rösterna) och blev därmed 6:e största parti utanför Riksdagen.
Partiet är till sin uppbyggnad ett förbundsparti, till vilket ett antal regionala och lokala partier anslutit sig. Dessa är obundna av förbundspartiet i regionala och lokala frågor. Flera av de regionala partierna har funnits sedan 1994.
Sjukvårdspartiet i Värmland och Sjukvårdspartiet - Västra Götaland är trots namnen inte medlemmar i förbundspartiet.

## Medlemmar
| Namn                            | Röster 2010 | Andel i respektive landstingsval | Mandat   | Förändring mot 2006    |
| ------------------------------- | ----------- | -------------------------------- | -------- | ---------------------- |
| Norrbottens Sjukvårdsparti      | 26321       | 16,37%                           | 13 av 71 | Ingen förändring       |
| Sjukvårdspartiet Västernorrland | 11662       | 7,48%                            | 6 av 77  | Ingen förändring       |
| Sjukvårdspartiet Gävleborg      | 10093       | 5,84%                            | 4 av 75  | Tappade 1 mandat       |
| Dalarnas Sjukvårdsparti         | 6351        | 3,66%                            | 3 av 83  | Ingen förändring       |
| Upplands sjukvårdsparti         | 499         | 0,24%                            | 0 av 71  | Ingen förändring       |
| Skåne läns sjukvårdsparti       | 0           | 0,00%                            | 0 av 149 | Ställde ej upp i valet |
| Sjukvårdspartiet Stockholms län | 0           | 0,00%                            | 0 av 149 | Ställde ej upp i valet |

- Norrbottens Sjukvårdsparti (NS) har även kommunfullmäktigeledamöter i Boden (4), Gällivare (2), Haparanda (6), Kiruna (4), Luleå (3), Pajala (1), Piteå (5), Älvsbyn (1) och Övertorneå (3)
- Sjukvårdspartiet Gävleborg (SJPG) har via Sjukvårdspartiet Bollnäs även kommunfullmäktigeledamöter i Bollnäs (1)